# Listă de politicieni americani implicați în scandaluri publice
Aceasta este o listă de politicieni americani implicați în scandaluri publice:

## Președinți
- Richard Nixon, a demisionat din funcție, fiind implicat în scandalul Watergate
- Bill Clinton a fost implicat într-o „relație necorespunzătoare”  cu Monica Lewinsky care a provocat un scandal public

## Senatori
Mandatul 1998-2004
- John Edwards⁠(en)[traduceți], acuzat în 2012 că a folosit banii pe care i-a primit în campania electorală din 2008, pentru a ascunde o aventură extraconjugală.[1][2]

## Deputați
Mandatul 2010-2012
- David Wu⁠(en)[traduceți], a fost nevoit să demisioneze în 2011 în urma acuzațiilor conform cărora ar fi avut relații sexuale cu o tânără de 18 ani.[3][4]
- Anthony Weiner⁠(en)[traduceți], a demisionat în 2011 pentru că a trimis unei tinere, prin Twitter, o fotografie în prim plan cu el în slip.[5][6][7]

## Guvernatori
- Mark Sanford, Carolina de Sud, a recunoscut în 2009 că și-a înșelat nevasta.[8][9][10]

## Primari
- Kwame Kilpatrick⁠(en)[traduceți] (Detroit), condamnat în 2014 la 28 de ani de închisoare pentru implicare într-un vast sistem de corupție în această localitate.[11]
- Jerramiah Healy⁠(en)[traduceți] (Jersey City, New Jersey), condamnat în 2007 la plata unei amenzi de 828 dolari pentru obstrucționarea justiției.[12]